# ماوئرن
ماوئرن (به آلمانی: Mauern) یک شهر در آلمان است که در بایرن واقع شده‌است.

## خصوصیات
ماوئرن ۲۴٫۱۴ کیلومترمربع مساحت دارد ۴۳۵ متر بالاتر از سطح دریا واقع شده‌است.